# Káosz (film, 2005)
A Káosz (eredeti címe: Chaos) 2005-ben bemutatott amerikai-brit-kanadai akció-thriller, melyet Tony Giglio rendezett. A főbb szerepekben Jason Statham, Wesley Snipes és Ryan Phillippe látható.

## Cselekmény
|  | Alább a cselekmény részletei következnek! |

Seattle-ben a Pearl Street-i hídon két nyomozó, Conners (Jason Statham) és York (Wesley Snipes) egy autótolvajt, John Curtist üldözik. A tolvaj összeütközik egy autóval és felborul. Miután kiszáll, túszul ejt egy lányt a másik autóból. A két nyomozó arra kéri, hogy engedje el a túszt de ő nem teszi meg. Végül York véletlenül lelövi a lányt és utána Conners megöli Curtist. Ezek után York-ot kirúgják, Connerst pedig felfüggesztik.
Napjainkban York és még négy bűnöző bemegy az American Global nevű bankba és mindenkit túszul ejtenek. Kis idő múlva az egész bankot körbeveszik a rendőrök és a kommandósok. York beszél Callo nyomozóval akinek Lorenz néven mutatkozik be. Egyetlen követelése, hogy azonnal hozzák ide Conners-t mert vele akar beszélni. Jenkins százados és a fiatal Shane Dekker (Ryan Phillippe) elmennek Conners házához és a főnöke visszaveszi a rendőrséghez. Végül Conners és Shane együtt mennek vissza a bankhoz, ahol Conners átveszi az ügyet. Azonnal beszél is Lorenz-al. Kis idő után úgy dönt, hogy behatolnak a bankba. Lekapcsolják az áramot, viszont a behatolásnál egy bomba robban. Miután mindenki kiment a bankból ők is bemennek, viszont már senkit sem találnak ott. Kiderül, hogy Lorenz-ék hiába robbantották fel a széfeket, nem vittek el semmi pénzt.
Ezek után Conners és Shane beülnek egy kávézóba amíg a banknál mindent átellenőriznek. Kávézás közben jobban megismerik egymást. Shane előáll a káoszelmélettel mert szerinte a banknál történtekben van valami közös. Miután szólnak nekik, hogy találtak valamit elindulnak. Előtte még Conners letesz 10 dollárt az asztalra amivel fizeti saját számláját. Shane pedig 20 dollárt tesz le és elteszi az előbb letett tízest.
A banknál levő egyik TV-társaság kamerája felvette a robbanás után kirohanó összes embert a bankból. Vincent nyomozó felfedez közöttük egy bűnözőt, Damon Richards-ot akinek a barátnője nem messze lakik a banktól. Elmennek a nőhöz és ott találják Damon-t is aki először rájuk lő, majd elszökik az autójával. Shane utána megy egy motorral de végül balesetet szenved. Damon sem lép meg mivel Conners megállítja. Az ütközés során Damon elveszti az eszméletét és kórházba viszik. Conners-ék visszamennek Damon barátnőjéhez. Találnak egy táskát amiben sok ezer dollár van, a bankrablás után kapott része. Jön a rendőrség egyik szakértője aki megmutatja nekik, hogy ez a pénz egy fél éve kirabolt bankból való amit azóta már a rendőrségen tároltak. A pénznek furcsa szaga volt mivel azt a rendőrségen befújatták, hogy könnyebben megtalálhassák ha eltünik. Ezek után Conners és Shane elmennek a rendőrségi raktárba és megkérik a biztonsági őrt, Harry Hume-ot, hogy mondja meg ki vette ki a pénzt. A papíron Callo nyomozó aláírása szerepel. A csapat bemegy a századoshoz és mindent elmondanak neki de ő nem akarja ezt elhinni. Ennek ellenére elmennek Callo lakásához de őt már holtan találják ott. Most már biztosan benne, hogy ő volt a bankrablók beépített embere. Mivel nem tudják mit csináljanak, ezért Shane idéz egy mondatot egy buddhista történetből: "Vissza kell térni a kezdetekhez". Visszamennek a bankhoz és átnézik a videokamerákat újra. Shane észreveszi, hogy a széfek robbantásakor a számítógépeket figyelő kamera elmozdul. Miután a számítógépeket átnézik egy bűnöző és egyben informatikai-zseni, Chris Lei ujjlenyomatát találják a billentyűzeten. Conners megkéri egyik emberét, hogy törje fel a bank biztonsági oldalát és nézze meg mi történt. Ők addig elmennek és megkeresik Lei-t. Meg is találják de Lorenz is ott van és ő megöli Lei-t, ahogy majdnem Shane-t is. Miután Lorenz elmegy, kijönnek a rendőrök és átkutatják a házat. Ekkor szólnak Conners-nek, hogy Damon Richards magához tért a kórházban. Conners és Shane bemennek hozzá de először Damon semmit nem mond nekik. Végül viszont feladja a Lorenz-en kívül még életben levő két bűntársát és az esti találkozó helyét is elmondja.
Este Conners és csapata elmennek a megadott helyre. A két bankrabló már ott van de még nem ütnek rajtuk. Azt várják, hogy Lorenz mikor jelenik meg. Teddy nyomozónál véletlenül megszólal a telefon és így a két bankrabló észreveszi a rendőröket. Befutnak a házba, a rendőrök pedig utánuk. Az egyiküket Teddy és Vincent még a nappaliban lelövik. A másikkal az emeleten Conners kezd el verekedni. Teddy a konyhában észreveszi, hogy egy bomba van elhelyezve és a többiekkel együtt kifut a házból, kivéve Conners-t aki még az emeleten marad. Először egy kisebb robbanás történik, majd az egész ház felrobban. Miután kijönnek a tűzoltók és eloltják a tüzet, az emeleten megtalálják Conners teljesen megégett holttestét.
Még este mielőtt Shane visszamegy a rendőrségre Lorenz felhívja őt. Majd miután visszamegy, megtudja mi is történt a bankban. A rendőr akit megkértek, hogy törje fel a bank oldalát elmondja, hogy minden idők legnagyobb bankrablása történt. Több mint 1 milliárd dollárt loptak el. Azért nem tudták ez hamarabb mert most nem nagy összegek tűntek el a számlákról, hanem a Chris Lei által telepített vírus több mint 10 millió számláról fejenként csupán 100 dollárt vett le.
Shane-nek az asztalnál ülve hirtelen feltünik valami. Meglát egy Callo által régebben írt jelentést és észreveszi, hogy más az aláírás mint a Harry Hume által mutatott papíron volt. Még este behívatja Harry-t a rendőrségre és kikérdezi. Végül Harry beismeri, hogy ő vette ki a pénzt a bizonyíték-raktárból és Callo aláírását odahamisították. Utána véletlenül elszólja magát ami által Shane is rájön, hogy ki is valójában Lorenz. Nem más mint Conners volt társa, York. Harry megadja York számát amit bemérnek és megtudják, hogy épp most hol van. A kikötő mellett egy gyorsétkezdében York épp fizeti a számláját majd kilép az épületből. Kint már Shane és Teddy várják őt és le akarják tartóztatni. York visszafut az étkezdébe ahol először túszul ejti a pincérnőt majd lefut a kikötőbe. Shane utánamegy és végül lelövi York-ot.
Ezek után leül az étkezdébe egy kávéra. Miután fizetni akar észreveszi, hogy a kezében levő 10 dollárosnak furcsa szaga van. Először rájön, hogy olyan szaga van mint a raktárból kivett pénznek, majd eszébe jut, hogy ezzel a 10 dollárossal még Conners fizetett délután a kávézóban. Azonnal elmegy Conners lakásába és talál néhány érdekes dokumentumot. Majd megtalálja a sok könyv között a káoszelméletről szóló könyvet is, amiben sok olyan mondatot talál kiemelve amiket ma Lorenz-től is hallottak. Azonnal felhívja a repülőteret, hogy van-e Conners vagy Lorenz nevű utasuk. Egyiket sem találnak. Majd észreveszi, hogy a könyv írója James Gleick. Kora reggel ő is kimegy a repülőtérre és megérdeklődi van-e Gleick nevű utasuk. Egyszercsak megszólal a telefonja. Felveszi és nagy meglepetésére, Conners hívja őt fel. Elmond neki mindent, hogy tervelték ki az egészet York-al, ki van a halottasházban az ő nevével, stb. Miután Conners meglátja, hogy elmúlt reggel hat óra, tudja, hogy megérkezett a pénz és gazdag lett. Felszáll egy magánrepülőgépre és elrepül.
|  | Itt a vége a cselekmény részletezésének! |

## Szereplők
| Színész         | Szerep                  | Magyar hang         |
| --------------- | ----------------------- | ------------------- |
| Jason Statham   | Quentin Conners         | Kőszegi Ákos        |
| Ryan Phillippe  | Shane Dekker            | Crespo Rodrigo      |
| Wesley Snipes   | York / Lorenz           | Galambos Péter      |
| Henry Czerny    | Martin Jenkins százados | Orosz István        |
| Justine Waddell | Teddy Galloway nyomozó  | Kiss Virág Magdolna |
| John Cassini    | Bernie Callo nyomozó    | Albert Gábor        |
| Nicholas Lea    | Vincent Durano nyomozó  |                     |
| Paul Perri      | Harry Hume              |                     |
| Ty Olsson       | Damon Richards          |                     |
| Terry Chen      | Chris Lei               |                     |

## DVD-megjelenés
A film az Egyesült Államokban 2008. február 19-én lett kiadva DVD-n.